# Броварки (Прилуки)
Броварки — історична мисцевість м. Прилук.

## Історія
Історичний район міста, де пролягає вулиця Гімназична, має назву Броварки. У XVII столітті, коли ще існували міські укріплення, передмістя Броварки простягалося між річкою Удай і роменським шляхом, зливаючись з передмістям Кустівці. Забудовувались Броварки, як і все місто, за генеральним планом 1802 року. А щодо їхньої назви, то слово «бровар» запозичене з німецької мови через польську у досить давні часи (“брауен” – варити, “бракер” - пивовар). Були ще й винниці (винокурні), де виготовляли (курили) горілку. Пиво варили броварники, а горілку курили винники. На вулиці Київській, у будинку №337, свого часу знаходилася винна монополія.
Основним заняттям мешканців Броварок було варіння пива, тож звідси і походить назва.
Запис про Броварки у книзі 19 сторіччя
Скажімо, на Лівобережжі у XVIII столітті воно складалося з кількох частин, що розділялися досить виразною лінією фортечних укріплень. Перш за все, у свідомості населення місто як таке було відділене від околиць (підварків). Люди, які жили за кілька десятків метрів від міського валу й рову, до городян себе не зараховували. І навіть ті, що переїхали з підварків до міста, тривалий час вважали себе «зайшлими». В офіційних документах околиці також відділялися від міста. Так, наприклад, про підварок Броварки тоді зазначалось: «За містом Прилуками на Броварках».

## Географія
Координати: 50.599918;32.394772  (50°35'60'' 32°23'41'')
Історичний район міста, де пролягають вулици Гімназична, Берегова, Ринкова та інші має назву Броварки.